# Jean-Baptiste Raymond de Lacrosse
Ne doit pas être confondu avec Jean-Baptiste Raymond.
Pour les personnes ayant le même patronyme, voir Raymond.
 (octobre 2011).
Si vous disposez d'ouvrages ou d'articles de référence ou si vous connaissez des sites web de qualité traitant du thème abordé ici, merci de compléter l'article en donnant les références utiles à sa vérifiabilité et en les liant à la section « Notes et références ».
Jean-Baptiste Raymond de Lacrosse, né à Meilhan-sur-Garonne en 1760 et mort en ce même lieu en 1829, est un officier de marine français. Il soumet en décembre 1792 la Martinique et la Guadeloupe révoltées mais est victime en 1802 d'une sédition et tombe aux mains des rebelles. Il termine sa carrière au grade de contre-amiral.

## Biographie
Il naît le 6 septembre 1760 à Meilhan. Il commence sa carrière en 1779 comme garde-marine. Lacrosse est promu au grade d'enseigne de vaisseau en 1782 puis à celui de lieutenant de vaisseau en 1786, avant de recevoir un brevet de capitaine de vaisseau en 1792.
De janvier à mars 1793, il devient gouverneur provisoire de la Guadeloupe . De retour en France, Lacrosse est emprisonné. Rendu à la liberté, il est affecté au projet d'invasion de l'Irlande en 1796. Sur le chemin du retour vers Brest, le navire qu'il commande les Droits de l'Homme (74) est attaqué par deux frégates britanniques, le HMS Indefatigable et l'HMS Amazon, et s'échoue par mer forte en baie d'Audierne.
Lacrosse est nommé contre-amiral. En 1799, il est envoyé comme ambassadeur auprès de la cour d'Espagne. À son retour d'Espagne, le ministère de la marine lui est offert, mais il le refuse.
En 1801, à la suite de la mort du général Antoine de Béthencourt, il refuse que l'intérim soit exercé par un officier mulâtre et le premier Consul le nomme, le 29 mai 1801, capitaine général de la Guadeloupe. De juin à octobre, il fait arrêter plusieurs officiers noirs et mulâtres,, ce qui déclenchera le 21 octobre 1801 la rébellion de Joseph Ignace, Pierre Gédéon et de Magloire Pélage. le 23 octobre 1801 Lacrosse est fait prisonnier pendant une reconnaissance qu'il faisait en dehors de la ville de la Pointe-à-Pitre. L'officier mulâtre Magloire Pélage le force à s'embarquer sur un bâtiment danois. Son aide de camp Louis Delgrès rejoint les insurgés.

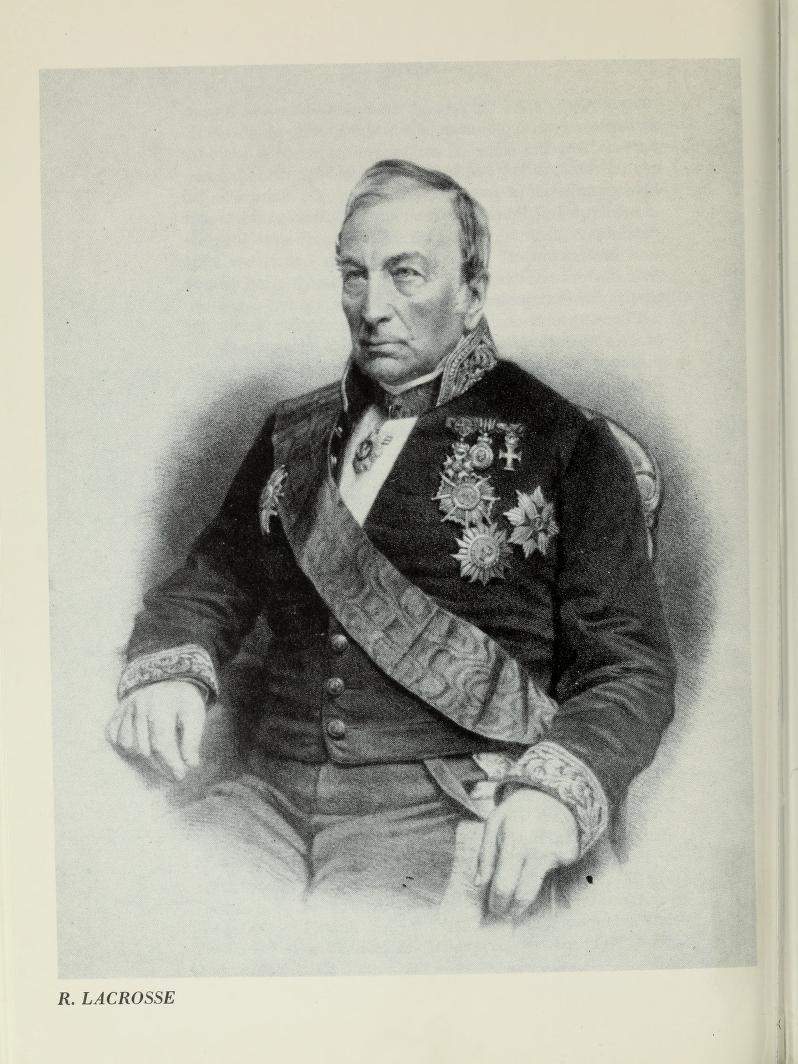
R. Lacrosse en Guadeloupe

Le contre-amiral Lacrosse se fait conduire à la Dominique, y attend l'expédition commandée par le général Antoine Richepanse, chargé par le premier consul Napoléon Bonaparte de rétablir l'esclavage. Il rentre alors avec elle à la Guadeloupe et le 4 août 1802 devient capitaine général mais sous l’autorité de Richepanse. Il reprend, à la mort de Richepanse, le commandement en chef. Celui-ci n'a pu prendre connaissance de l'arrêté consulaire du 27 messidor an XI (16 juillet 1803) arrivé trop tard. 

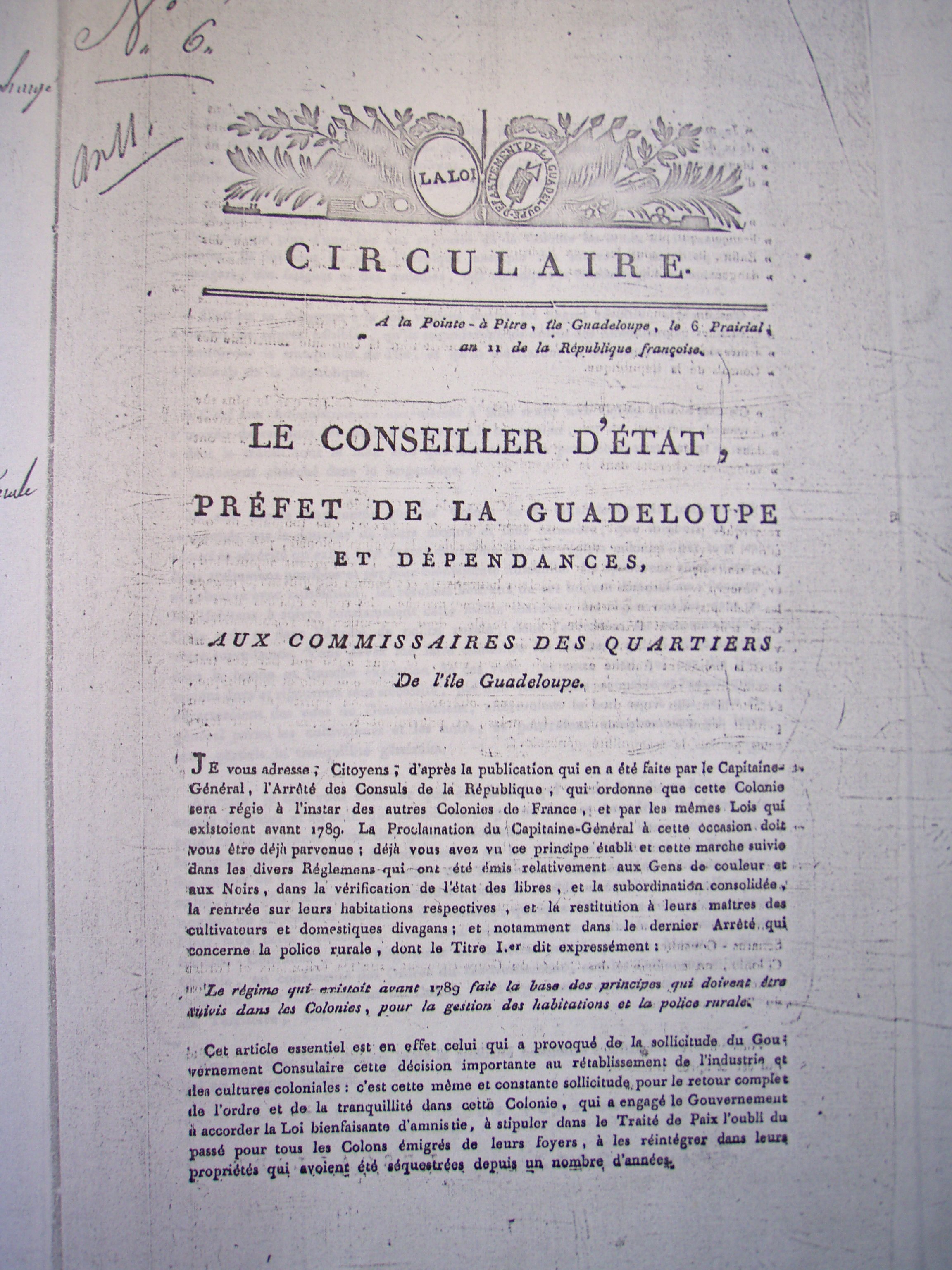
Arrêté consulaire de Bonaparte rétablissant l'esclavage à la Guadeloupe du 16 juillet 1802

Pour éviter un soulèvement de la population, Lacrosse préfère ne pas divulguer cet arrêté tant qu'il n'est pas complètement maître de la situation et parvient, non sans dureté, à soumettre les révoltés ainsi qu'à  rétablir l'ordre. C'est finalement le général Ernouf, son successeur, qui ordonne une publication officielle afin de rétablir un système fondé sur le travail servile et la discrimination raciale. Il reste au pouvoir jusqu'au 8 mai  1803. Il s'embarque pour revenir en France sur la frégate la Didon.
Ignorant que le traité d'Amiens est rompu, il tombe aux environs de Brest sur une escadre anglaise, composée de douze vaisseaux de ligne. Il force le blocus, capturant au passage la corvette Laurier qui servait de mouche à cette flotte. Il gagne les côtes d'Espagne avec sa prise, et la reconduit dans le port de Santander, où il débarque.
Napoléon Ier, dès son retour, le nomme préfet maritime, et lui confie l'inspection de la flottille qui se réunit dans le deuxième arrondissement maritime. En peu de jours, la flottille est prête à transporter les armées françaises sur le sol britannique.
À la mort de l'amiral Bruix, il prend le commandement en chef de l'armée navale. Lacrosse est créé commandeur de la Légion d'honneur en 1804, dès la fondation de l'Ordre. 
En 1815, le contre-amiral Lacrosse cesse de faire partie de l'armée navale. Il se retire alors à Meilhan, où il meurt le 10 septembre 1829. Il laisse un fils : Théobald de Lacrosse.

## Sources et bibliographie
- Jacques Adélaïde-Merlande, René Bélénus et Frédéric Régent, Image de couverture pour La rébellion de la Guadeloupe, 1801-1802

La rébellion de la Guadeloupe, 1801-1802, Gourbeyre, Conseil général de la Guadeloupe : Société d'histoire de la Guadeloupe, 2002, 356 p. (ISBN 9782860970075, OCLC 53442427, BNF 38874187)
- « Lacrosse (Jean-Baptiste-Raymond, baron) », dans Étienne Taillemite, Dictionnaire des marins français, Tallandier, 2002 (ISBN 2-84734-008-4), p. 288.
- Magloire Pélage, Précis des événemens qui ont donné lieu au renvoi, en France, du contre-amiral Lacrosse, capitaine-général de la Guadeloupe et dépendances, Port Louis, années 1800 (OCLC 42420114).
- Alfred Veilhon, Le contre-amiral Lacrosse, gouverneur général de la Guadeloupe 1792-1793 et 1801-1802, p. 61-101, Revue de l'Agenais, 1933, tome 60 ( lire en ligne )